# コルシコ
コルシコ（伊: Corsico）は、イタリア共和国ロンバルディア州ミラノ県にある、人口約33,000人の基礎自治体（コムーネ）。

## 地理

### 位置・広がり

#### 隣接コムーネ
隣接するコムーネは以下の通り。
- ブッチナスコ
- チェザーノ・ボスコーネ
- ミラノ
- トレッツァーノ・スル・ナヴィーリオ

### 地震分類
イタリアの地震リスク階級 (it) では、4 に分類される
。

## 姉妹都市
- マラコフ、フランス 1970年
- マタロー、スペイン 1993年
- レグラ（英語版）、キューバ 2003年
- サン・ジョヴァンニ・ア・ピーロ、サレルノ県 2015年

## 出身著名人
- カルロ・ガレッティ （自転車競技選手）